# همتا پوزیپال
همتا پوزیپال (انگلیسی: Peer Posipal؛ زادهٔ ۳ ژوئیهٔ ۱۹۶۲) بازیکن فوتبال اهل آلمان است.
از باشگاه‌هایی که در آن بازی کرده‌است می‌توان به باشگاه فوتبال آینتراخت برانشوایگ اشاره کرد.